# Rebol
Rebol je priimek več znanih Slovencev:
- France Rebol (1876—1918), rimskokatoliški duhovnik in šolnik
- Janez Rebol, zdravnik otorinolaringolog, prof. MF UM?
- Matej Rebol (*1980), nogometaš